# Lago Dojran
Il lago Dojran è un lago situato al confine tra la Macedonia del Nord e la Grecia.

## Geografia
La superficie complessiva del lago è di 43,1 km² di cui 27,3 km² appartengono alla Macedonia del Nord e i restanti 15,8 alla Grecia.
Con una lunghezza massima di 8,9 km, una larghezza massima di 7,1 km e una profondità massima di 10 metri il lago Dojran è il terzo lago (anche se condiviso con la Grecia) della Macedonia del Nord dopo il lago di Ocrida e il lago Prespa.

## Storia
Il lago Dojran si trovava nella parte più a sud del Fronte macedone durante la prima guerra mondiale e proprio sulla sua costa più a sud si svolse la battaglia di Dojran tra le alleate truppe greche e inglesi che attaccavano da sud e le truppe bulgare trincerate ad est del lago; un monumento e due cimiteri per le truppe greche e inglesi si trovano ora su una collina a poche centinaia di metri a sud del lago.